# 強壯礫毛鼻鯰
強壯礫毛鼻鯰（學名：Ammoglanis pulex）為輻鰭魚綱鯰形目毛鼻鯰科的其中一種。分布於南美洲委內瑞拉Paria Grande河及Pamoni河流域，體長可達1.5公分，棲息在砂底質、森林覆蓋且水質清澈的底層水域。